# Giga-IR
Giga-IR（ギガ アイアール）は、赤外線LEDを利用して最大1Gbit/sの高速通信を行う近距離光通信の規格である。KDDI、KDDI研究所、ローム、イーグローバレッジが共同開発を進めて、赤外線通信の標準化団体「IrDA」にワーキングループも作られ、規格のVersion 1.0が公開された。EFIR (Extremely Fast Infrared communication) とも呼ばれる。

## 特徴
- 最大データ伝送速度は1Gbit/秒
- 光源に赤外線レーザー素子と赤外線LEDを使用し、受光は主にフォト・ダイオードで行う
- 波長は880nm
- 送信発光時にプリエンファシスを行う
- 8B10B符号化と4値ASK変調を使う

## 用途
- デジタルカメラ/ムービからTVやHDDレコーダーへ画像や動画データの家庭内伝送、など
- USB機器のケーブルレス化

特にUSB機器のケーブルレス化では、Giga-IR Version 1.0を物理層として利用してUSB規格のプロトコル層をその上に多少の変更で実装し、USB 2.0をエミュレートする仕様の"IrUSB"規格を2010年4月を目標に策定中である。

## 利用環境
通信時の距離は 5 cm 程度の物が最も安定しており、上下左右 10°以内であれば確実に通信することが可能である。比較的容易にIrDAやIrSimpleなどLEDを使ったの既存の赤外線通信規格との下位互換性を持たせることも可能である。
標準化活動によってGiga-IR規格が公開された。
例として100MB程度のデータファイルであれば、およそ1.0-1.5秒で送ることが可能で、容量の大きなマルチメディア・ファイルも数秒間でやり取りできることから現在KDDIでは携帯電話やスマートフォンなどの端末間双方のデータ転送以外に、デジタル家電やPC、プリンターなどの周辺機器との連携も検討しており、将来的にはその特性を生かしつつ、高速赤外線用モジュールを自動販売機のように店頭へ設置し、動画作品などのコンテンツ販売などにも応用することが可能である。

## 安全性
近接通信の用途が前提だが、従来よりも長波長（0.8μm→1.3μm）および低い出力でレーザー素子を動作させることで安全性も確保することができた。

## 参考資料
- KDDI研究所, 携帯電話を用いた伝送速度1Gbit/s赤外線ワイヤレス通信の実現, 2008年1月8日